# (N)utopia
(N)utopia è il quinto album del gruppo symphonic black metal Graveworm pubblicato nel 2005 dalla Nuclear Blast.

## Tracce
1. I - The Machine – 4:39
2. (N)utopia – 4:12
3. Hateful Design – 4:01
4. Never Enough – 4:12
5. Timeless – 4:36
6. Which Way – 5:32
7. Deep Inside – 2:16
8. Outside Down – 4:47
9. McMxcii – 4:35
10. Losing my Religion (cover dei R.E.M.) – 4:28 – solo nell'edizione limitata

## Formazione
- Stefan Fiori - voce
- Sabine Meir - tastiere
- Moritz Neuner - batteria
- Harry Klenk - chitarra
- Eric Righi - chitarra
- Lukas Flarer - chitarra